# Rainier d'Antioche
Rainier, mort le 16 septembre 1225, était un clerc italien qui fut vice-chancelier de l’Église romane de 1216 à 1219 puis patriarche latin d'Antioche de 1219 jusqu'à sa mort.

## Biographie
On ne sait pas grand-chose de la jeunesse de Rainier. Dans un document papal confirmant sa qualité de patriarche, il est décrit comme originaire du château appelé « Castrum Vetus » (Vieux Château), dans le comté de Todi. Il a probablement reçu une éducation formelle, probablement en droit. Le pape Honorius III le décrit comme un « homme de science » (« virum scientia ») et un document de 1215 pourrait indiquer qu'il possédait un diplôme universitaire.
Avant de devenir vice-chancelier, Rainier était prieur de la basilique Saint-Fridien de Lucques, une communauté de chanoines réguliers. Il était peut-être lui-même chanoine régulier, mais il s'agissait probablement d'une sinécure. Il a probablement servi à la chancellerie romaine pendant un certain temps avant sa nomination comme vice-chancelier. Il a peut-être rencontré le futur Honorius III alors que ce dernier était vice-chancelier entre 1194 et 1197, puisqu'il est devenu vice-chancelier en 1216, peu après l'élection d'Honorius III au pape. Un document de 1215 fait référence à un notaire apostolique appelé « Maître Rainier », qui pourrait être le futur patriarche.
Rainier fut consacré patriarche d'Antioche en novembre 1219. Il remplaça Pierre de Capoue, précédemment nommé par Honorius, qui venait d'être promu cardinal. Le pape informa le chapitre d'Antioche de ce changement dans une lettre de décembre. À Antioche, Rainier se querella avec le prince Bohémond IV d'Antioche qui confisquait les biens de l'Église pour pallier son manque de liquidités. À court d'argent, Rainier tenta de raviver les prétentions d'Antioche sur l'archidiocèse de Tyr, qui riposta en revendiquant la juridiction de l'Église du comté de Tripoli, alors sous contrôle d'Antioche. Honorius rejeta les deux prétentions, les jugeant non rentables, la majeure partie du territoire en question n'étant même pas aux mains des chrétiens.
L'épiscopat de Rainier vit la résurgence du schisme entre Latins et Orthodoxes au sein de l'Église d'Antioche. Ce schisme résultait de la rupture d'une alliance matrimoniale entre Antioche et le royaume arménien de Cilicie. Philippe, le fils de Bohémond IV, avait épousé la reine Isabelle, mais il fut emprisonné en 1224 par Constantin de Barbaron et mourut l'année suivante. Les ecclésiastiques latins furent expulsés d'Arménie de Cilicie tandis que les orthodoxes refusèrent de reconnaître le patriarche latin.
Rainier fut rejoint à Antioche par son neveu, Philippe de Tripoli, qui avait probablement servi sous ses ordres à la chancellerie. Il connut des épisodes de maladie à Antioche et, dans une lettre, il attribua à Philippe le mérite d'avoir pris soin de lui. En 1225, il retourna en Italie, laissant à Philippe le contrôle du château de Cursat, où était conservé le trésor patriarcal. Il mourut en Italie, car sa mort, survenue le 16 septembre, est mentionnée par Honorius dans une lettre datée du 25 septembre, et la nouvelle n'a pas pu se propager aussi vite d'Antioche à Rome.